# Nikolai Dmitrijewitsch Dewjatkow
Nikolai Dmitrijewitsch Dewjatkow (russisch Николай Дмитриевич Девятков; * 29. Märzjul. / 11. April 1907greg. in Wologda; † 1. Februar 2001 in Moskau) war ein sowjetischer bzw. russischer Physiker und Hochschullehrer.

## Leben
Dewjatkows Vater Dmitri Kirillowitsch Dewjatkow war ein Kaufmann mit Kutschen-Werkstatt und starb 1918. Dewjatkow trat 1915 in die Vorbereitungsklasse der Wologdaer Realschule ein, die nach der Oktoberrevolution die Einheitsarbeitsschule wurde. Nach dem Abschluss 1924 kam er mit der Familie nach Leningrad. Dort begann er 1925 in Leningrad als Praktikant in der Röntgen-Abteilung des Leningrader Physikalisch-Technischen Instituts (FisTech) zu arbeiten. 1927 begann er das Studium am Leningrader Polytechnischen Institut (LPI) in der Elektromechanik-Fakultät, wobei er weiter im RisTech arbeitete. Das Studium schloss er 1931 als Hochspannungstechniker ab. Im selben Jahr wurde seine erste wissenschaftliche Arbeit bei Alexander Tschernyschow über leistungsstarke Gasentladungslampen veröffentlicht.
Darauf arbeitete Dewjatkow in dem vom FisTech abgespaltenen Leningrader Elektrophysik-Institut und ab 1935 bei Bontsch-Brujewitsch im Forschungsinstitut NII-9, das das Allunionsforschungsinstitut für Fernsehen wurde. Mit J. N. Danilzew erfand er 1939 das Reflexklystron.
Am Anfang des Deutsch-Sowjetischen Kriegs wurde Dewjatkow nach Moskau gerufen, um an der Projektierung eines Radarsystems für Nachtbomber mit den von ihm entwickelten Klystrons teilzunehmen. Ab 1942 organisierte er in der Fabrik Nr. 465 die Entwicklung und Serienproduktion solcher Geräte. 1943 wurde er in das im Werk Radiolampa in Frjasino gegründete Forschungsinstitut Nr. 160 versetzt, in dem Elektronik für die Radartechnik entwickelt und produziert werden sollte. 1944–1945 hielt er im Moskauer Energetischen Institut (MEI) eine Vorlesung über spezielle Elektronenröhren einschließlich Gasentladungslampen. Nach Kriegsende wurde er nach Berlin geschickt, um in den Kellern des Reichstags entdeckte Funkanlagenproduktionen zu untersuchen.
Erst im Mai 1948 kehrte Dewjatkow als Major nach Frjasino zurück und wurde wissenschaftlicher Vizedirektor des Forschungsinstituts Nr. 160, das dann das Unternehmen Istok wurde. Er führte seine Forschungs- und Entwicklungsarbeit fort. Schließlich wurde er dort Direktor. Er war Mitglied der KPdSU.
Mit Axel Berg, Boris Wwedenski, Wladimir Kotelnikow, Juri Kobsarew, Wladimir Migulin und Dmitri Sjornow initiierte Dewjatkow das 1953 gegründete Moskauer Institut für Radiotechnik und Elektronik der Akademie der Wissenschaften der UdSSR (AN-SSSR, seit 1991 Russische Akademie der Wissenschaften (RAN)), in dem er dann die Abteilung für Mikrowellen-Elektronik leitete.
Neben seiner Entwicklungsarbeit leitete Dwjatkow ab 1960 den Lehrstuhl für Emission und Quantenelektronik des Moskauer Instituts für Physik und Technologie, nachdem er 1957 offenbar ohne Verteidigung einer Dissertation zum Doktor der technischen Wissenschaften promoviert und 1958 zum Professor ernannt worden war.
Dewjatkow war 1953 zum Korrespondierenden Mitglied und 1968 zum Vollmitglied der AN-SSSR gewählt worden.

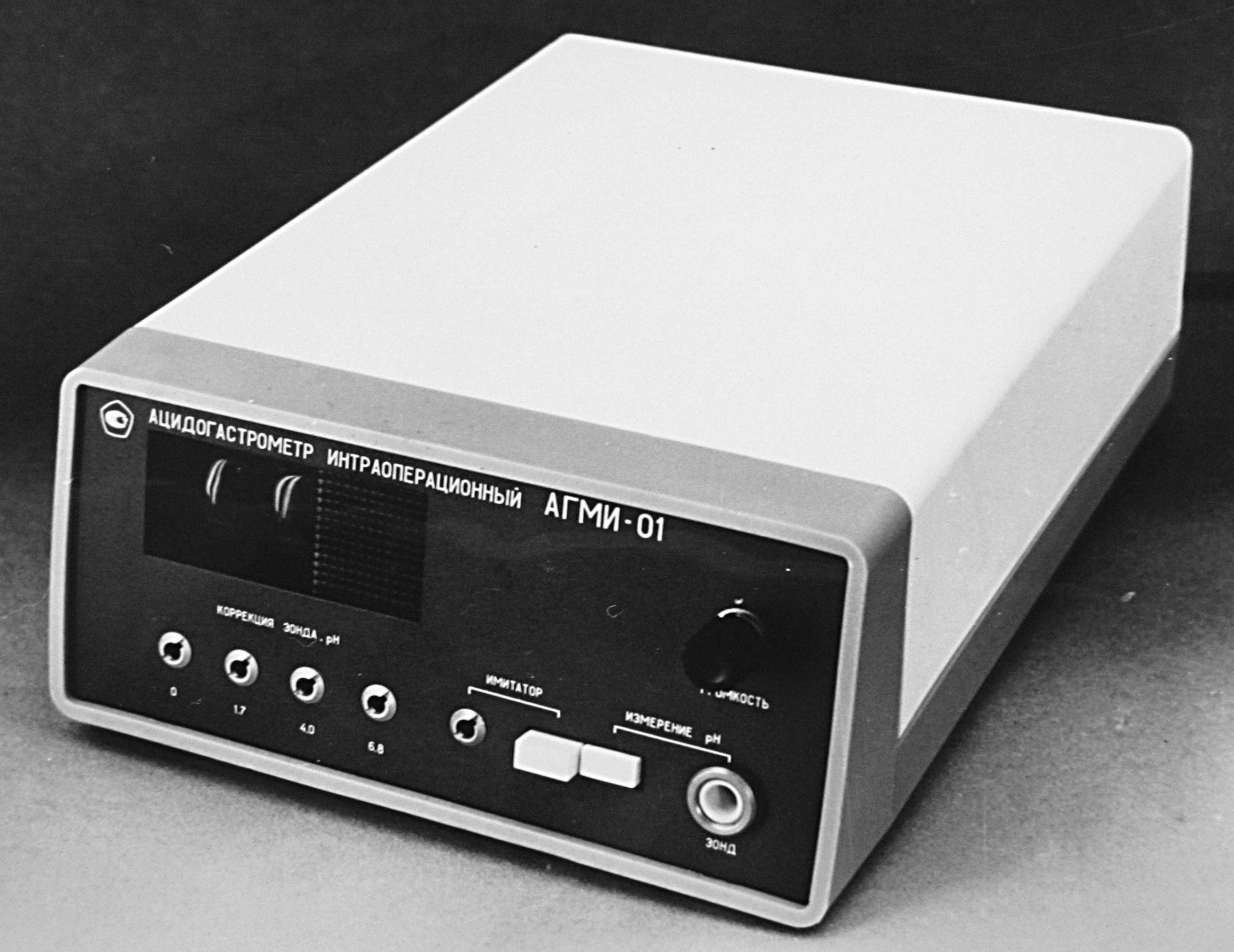
Magensäure-Messgerät AGMI-01

Auch die Medizintechnik war ein Entwicklungsschwerpunkt Dewjatkows. Mit seinen Mitarbeitern entwickelte er 1969–1970 eine weltweit  erste pH-Sonde für die gleichzeitige Messung des Säuregehalts in zwei Magenteilen und dazu ein Gerät für die pH-Wert-Registrierung. Die weitere Entwickljung führte zur gleichzeitigen Messung des pH-Werts und des Drucks im Magen und Zwölffingerdarm mit vier pH-Sonden und vier Manometer-Kathetern. Die Methode wurde seit 1974 angewendet.

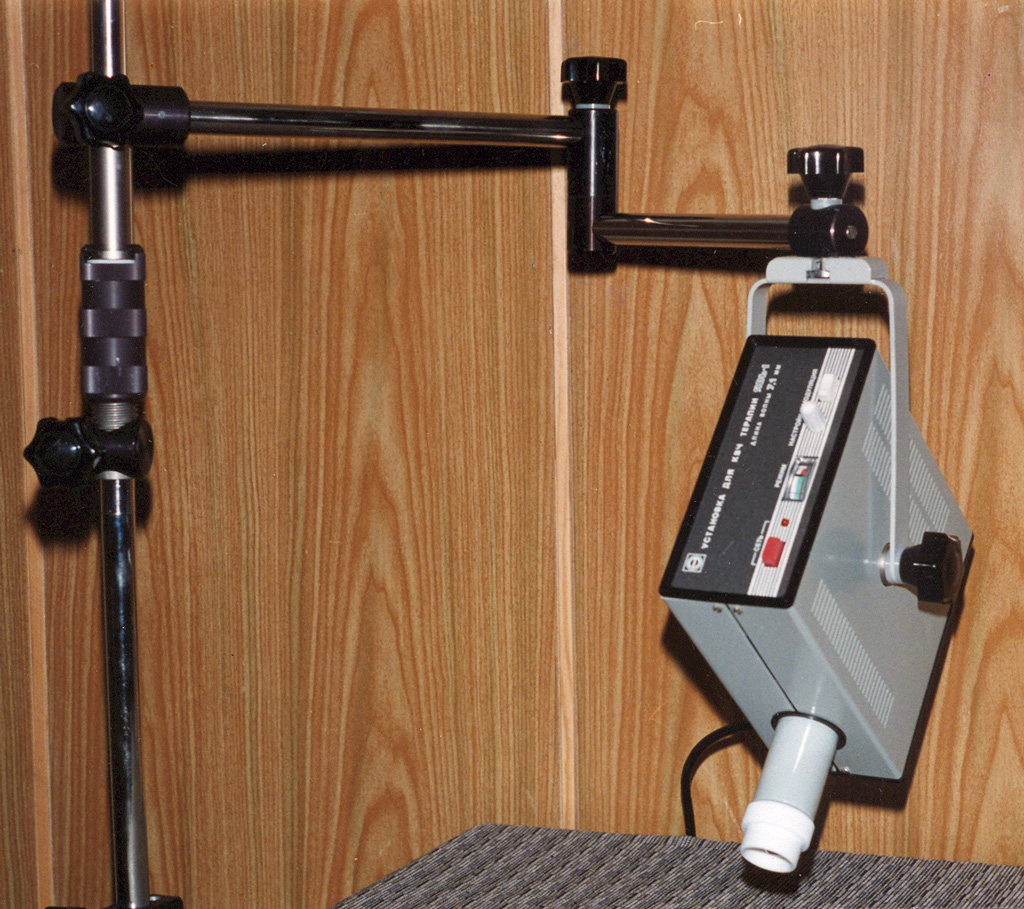
Jaw1

Mit Kollegen schuf er die theoretischen Grundlagen für die Dezimeterwellen-Diathermie. Unter der Leitung Dewjatkows und Michail Golants wurde bei Istok das Dezimeterwellen-Diathermie-Gerät Jaw-1 zur Krebsbehandlung entwickelt. Das Komitee für neue Medizintechnik des Gesundheitsministeriums der UdSSR empfahl 1987 der Industrie die Produktion, worauf die Serienproduktion begann.
Dewjatkows Bruder Dmitri war Bürge bei der Hochzeit Sergei Jessenins und Sinaida Reichs.

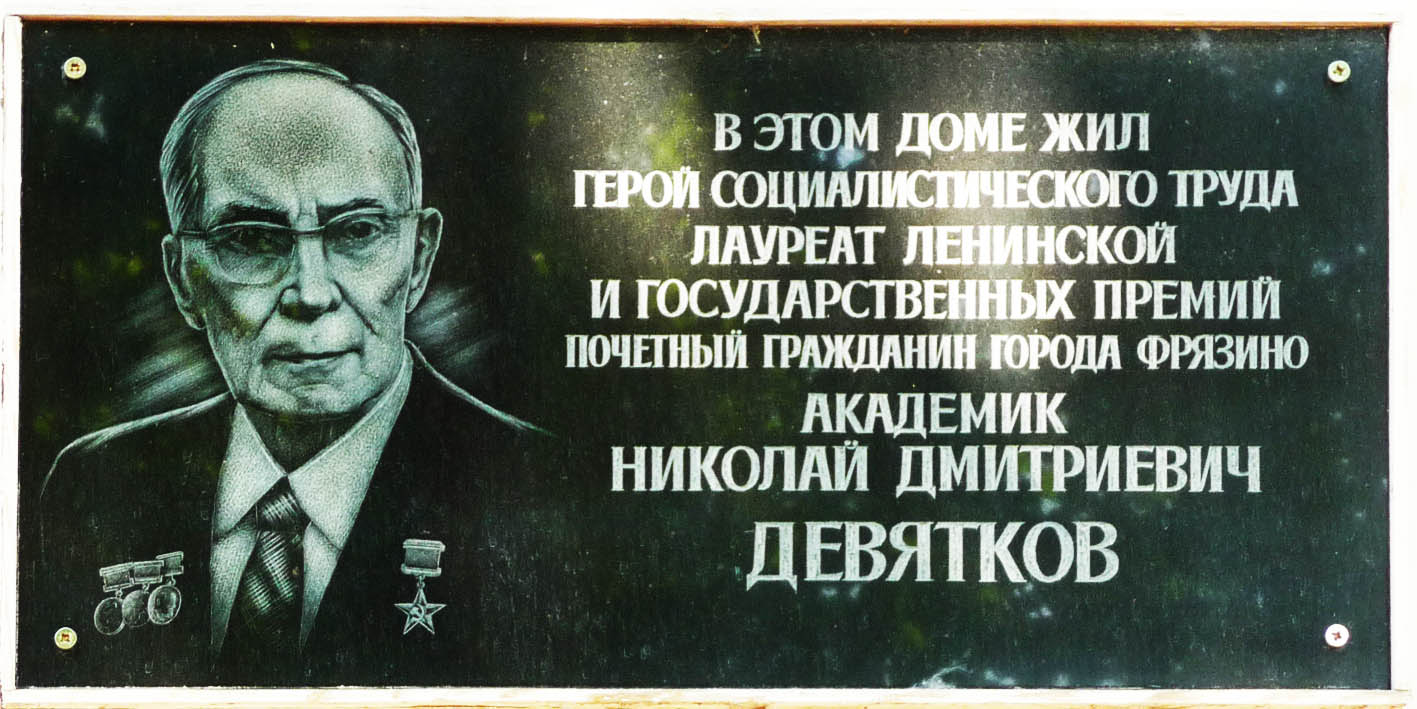
Dewjatkow-Gedenktafel am Haus Bahnhofstr. 19 in Frjasino, in dem Dewjatkow gewohnt hatte

## Ehrungen, Preise
- Orden des Roten Sterns (1944)
- Stalinpreis (1949)[3]
- Leninorden
- Orden des Roten Banners der Arbeit (zweimal)
- Orden der Oktoberrevolution
- Leninpreis im geschlossenen Bereich (1965)[3]
- Held der sozialistischen Arbeit mit Leninorden und Goldmedaille Hammer und Sichel (1969)
- Preis des Ministerrats der UdSSR (1984)
- Popow-Goldmedaille der AN-SSSR (1986)[1]
- Verdienstorden für das Vaterland IV. Klasse (1997)
- Preis der Regierung der Russischen Föderation
- Staatspreis der Russischen Föderation (2000 mit dem Entwickler-Kollektiv der Dezimeterwellen-Diathermie)[7]